# Kinas fodboldlandshold
Kinas fodboldlandshold (kinesisk: 中国国家足球队, pinyin: Zhōngguó guójiā zúqiú duì) er det nationale fodboldhold i Kina. Det administreres af fodboldforbundet Chinese Football Association og spiller sine hjemmekampe på adskillige stadioner i Kina.
Holdet spillede sin første kamp under Folkerepublikken Kina den 4. august 1952 mod Finland, som var et af de første lande, der havde diplomatiske relationer til landet. I næsten 30 år spillede det kinesiske landshold kun mod hold, der anerkendte Folkerepublikken Kina. Disse var landshold som Albanien, Cambodja, Guinea, Ungarn, Nordkorea, Nordvietnam og Sudan. Holdet deltog dog undtagelsesvist i kvalifikationen til VM 1958.
Efter de store nationale reformer i begyndelsen af 1980'erne begyndte holdet at deltage mere i international fodbold. Kina forsøgte at kvalificere sig til VM 1982. Det lykkedes dog først i 2002, da VM-slutrunden for første gang blev afholdt på det asiatiske kontinent (Sydkorea og Japan). Kina havnede i gruppe C sammen med Brasilien, Tyrkiet og Costa Rica. Det viste sig at være en meget hård opgave for kineserne, der efter gruppespillets tre kampe havde 0 point og en målscorer på 0-9.

## Nuværende trup
Følgende spillere blev indkaldt til 2026 VM-kvalifikationkampen mod Japan den 19. november 2024.
| Nr. | Land | Position | Spiller              |
| --- | ---- | -------- | -------------------- |
|     |      | MM       | Yan Junling          |
|     |      | MM       | Wang Dalei (anfører) |
|     |      | MM       | Liu Dianzuo          |
|     |      | MM       | Han Jiaqi            |
|     |      | FO       | Zhu Chenjie          |
|     |      | FO       | Jiang Guangtai       |
|     |      | FO       | Jiang Shenglong      |
|     |      | FO       | Wei Zhen             |
|     |      | FO       | Yang Zexiang         |
|     |      | FO       | Hu Hetao             |
|     |      | FO       | Wang Zhen'ao         |
|     |      | FO       | Han Pengfei          |
|     |      | MI       | Wang Shangyuan       |

| Nr. | Land | Position | Spiller       |
| --- | ---- | -------- | ------------- |
|     |      | MI       | Li Yuanyi     |
|     |      | MI       | Xie Wenneng   |
|     |      | MI       | Xu Haoyang    |
|     |      | MI       | Cheng Jin     |
|     |      | MI       | Huang Zhengyu |
|     |      | MI       | Wang Haijian  |
|     |      | AN       | Zhang Yuning  |
|     |      | AN       | Wei Shihao    |
|     |      | AN       | Lin Liangming |
|     |      | AN       | Wang Ziming   |
|     |      | AN       | Tao Qianglong |
|     |      | AN       | Cao Yongjing  |

## VM-resultater
| VM   | Resultat                               |
| ---- | -------------------------------------- |
| 1930 | Deltog ikke i kvalifikationen          |
| 1934 | Deltog ikke i kvalifikationen          |
| 1938 | Deltog ikke i kvalifikationen          |
| 1950 | Deltog ikke i kvalifikationen          |
| 1954 | Deltog ikke i kvalifikationen          |
| 1958 | Slået ud i kvalifikationen             |
| 1962 | Deltog ikke i kvalifikationen          |
| 1966 | Deltog ikke i kvalifikationen          |
| 1970 | Deltog ikke i kvalifikationen          |
| 1974 | Deltog ikke i kvalifikationen          |
| 1978 | Deltog ikke i kvalifikationen          |
| 1982 | Slået ud i kvalifikationen             |
| 1986 | Slået ud i kvalifikationen             |
| 1990 | Slået ud i kvalifikationen             |
| 1994 | Slået ud i kvalifikationen             |
| 1998 | Slået ud i kvalifikationen             |
| 2002 | Kvalificeret, slået ud i gruppespillet |
| 2006 | Slået ud i kvalifikationen             |
| 2010 | Slået ud i kvalifikationen             |
| 2014 | Slået ud i kvalifikationen             |
| 2018 | Slået ud i kvalifikationen             |
| 2022 | Slået ud i kvalifikationen             |

## Eksterne henvisning
- Fodboldforbundets hjemmeside
- Team Chinas hjemmeside Arkiveret 7. oktober 2007 hos  Wayback Machine

| Fodbold | Spire Denne artikel om et fodboldlandshold er en spire som bør udbygges. Du er velkommen til at hjælpe Wikipedia ved at udvide den. |